# Hypnum ulicon
Hypnum ulicon là một loài Rêu trong họ Hypnaceae. Loài này được Taylor mô tả khoa học đầu tiên năm 1847.